# Palíndromo

O Quadrado Sator é um dos exemplos mais conhecidos de palíndromos.

Palíndromo é uma palavra, frase ou número que permanece igual quando lida de trás para diante. Por extensão, palíndromo é qualquer série de elementos com simetria linear, ou seja, que apresenta a mesma sequência de unidades nos dois sentidos.
A palavra "palíndromo" vem do grego palin (πάλιν, "para trás, novamente") + dromos (δρόμος, "caminho, rua") - que corre em sentido inverso. Mas o termo foi cunhado em inglês (palindrome), no século XVII, e os primeiros a utilizá-lo foram os escritores Henry Peacham. e Ben Jonson 

## Palavras palíndromas
Uma palavra palíndroma é aquela cuja sequência de letras é simétrica, permitindo uma leitura idêntica da esquerda para a direita ou da direita para a esquerda: ovo, osso, reler, anilina.
Em geral, para identificar a palindromia, desconsideram-se os acentos e sinais gráficos, e por isso palavras como afã, aérea e somávamos também são consideradas palíndromos.
Além disso, também não é levada em conta a diferença entre maiúsculas e minúsculas, o que faz que com nomes próprios como Ana, Otto, Natan e Neuquén sejam palíndromos.
Malba Tahan, provavelmente o primeiro autor a escrever sobre o tema em português, listou 231 palavras palíndromas em língua portuguesa em seu livro "Matemática recreativa".

## Palíndromos silábicos e vocabulares
Se, em vez da letra, considerarmos a sílaba como unidade, podemos obter palíndromos silábicos: coco, danada, cararaca, acidência.
Outra possibilidade é considerar como unidade a palavra, e então teremos palíndromos vocabulares como "Um por todos e todos por um".

## Frases palíndromas
Mas a forma mais conhecida de palíndromo é a frase simétrica, considerando como unidade a letra, e desconsiderando acentos, diacríticos (til, cedilha), sinais de pontuação e espaços entre as palavras. Nesta acepção, o palíndromo se tornou um popular jogo de palavras, um quebra-cabeças e até uma forma de expressão.
O palíndromo mais antigo conhecido em língua portuguesa é "Roma me tem amor", mencionado como único exemplo no verbete palíndromo do primeiro dicionário da língua portuguesa, de Antônio Morais da Silva, em 1789.
O escritor Eno Teodoro Wanke, em seu "O livro dos palíndromos", listou 3652 frases palíndromas de sua autoria. 
Em 2024, o músico Manu Lafer lançou o livro infantil "A Cara Rajada da Jararaca", baseada em sua composição homônima na qual todos os versos são palíndromos. A obra concorreu ao Prêmio Jabuti na categoria infanto-juvenil.
Um pouco antes, o pioneiro palindromista brasileiro Rômulo Marinho propôs classificar os palíndromos em três categorias, de acordo com a qualidade do texto:
- Expliciti — trazem sempre uma mensagem direta, clara e inteligível, como "Socorram-me, subi no ônibus em Marrocos” (palíndromo de autoria anônima, provavelmente o mais conhecido em língua portuguesa).
- Interpretabili — têm coerência, mas requerem esforço intelectual do leitor para serem entendidos, como "A Rita, sobre vovô, verbos atira."
- Insensati — cuidam apenas de juntar letras ou palavras sem se preocupar com o sentido, como "Olé! Maracujá, caju, caramelo."

As frases formando um palíndromo também são chamadas de anacíclicas, do grego anakúklein, significando que volta em sentido inverso, que refaz inversamente o ciclo.
Escrever literatura em palíndromos é um exemplo de escrita constrangida.

## Números palíndromos
Um número palíndromo, como 303, 1991 ou 123454321, é também chamado de capicua, do catalão cap i cua ("cabeça e rabo").
Em Matemática recreativa, estudam-se propriedades de determinados números relacionados a palíndromos, como por exemplo os primos palíndromos (191, 313, etc.) e os números de Lychrel, que, ao contrário da maioria dos números inteiros, não podem ser transformados em palíndromos através de um processo iterativo de soma com os dígitos invertidos.

## Datas palíndromas
Uma data é considerada palíndroma quando sua sequência de dígitos é simétrica, desconsiderados os espaços e sinais separadores. Ainda assim, é preciso levar a conta o sistema de notação utilizado.
O dia 10 de fevereiro de 2001, por exemplo, é um palíndromo no sistema de notação de datas mais usado no Brasil (10/02/2001), mas não no sistema estadunidense (02-10, 2001) nem no europeu (2001-02-10). 2 de janeiro de 2010 seria palíndromo apenas no sistema estadunidense (01-02, 2010), enquanto que 2 de dezembro de 2021 só é palíndromo na notação europeia (2021-12-02). Mas uma data como 2 de fevereiro de 2020 é palíndroma nas três notações: 02/02/2020; 02-02, 2020; 2020-02-02.
Já numa notação simplificada, que utilize apenas dois dígitos para o ano e um para os meses até setembro, a quantidade de datas palíndromas aumenta muito. Em 2021, por exemplo, os dias 12, de janeiro a setembro, seriam palíndromos: 12/1/21, 12/2/21, 12/3/21, etc.

## Sequências palindrômicas naturais
Em genética molecular, existem estudos sobre sequências de DNA palindrômicas, inclusive sobre a possibilidade de elas aumentarem a tendência a determinadas doenças.